# Wild Guns
Wild Guns (ワイルドガンズ?) è un videogioco sparatutto in prospettiva fissa in terza persona di ambientazione fantawestern, sviluppato dalla Natsume per Super Nintendo nel 1994 in Giappone e nel 1995 in America. La versione PAL è stata pubblicata nel 1996 dalla Titus Software. Nel 2010 il videogioco è stato reso disponibile per Virtual Console Wii in America il 31 maggio in Europa il 13 agosto.

## Modalità di gioco
Il giocatore deve scegliere uno dei due personaggi principali, Clint e Annie, e impersonarli durante una serie di livelli che li porterà da Carson City, il primo livello, fino al covo del boss finale. La difficoltà del gioco può essere scelta dal giocatore tra Facile, Medio e Difficile. Durante il gioco si possono trovare varie armi, tra cui:
- Machine Gun: un mitragliatore automatico dalla rapida cadenza di fuoco.
- Shot Gun: un fucile a pompa dall'ampio raggio.
- Grenade Gun: un lanciagranate molto potente ma non veloce quanto lo Shot Gun e il Machine Gun.
- Peashooter: una pistola innocua ai nemici che compare solo nelle munizioni casuali.
- Bomb: un candelotto di dinamite lanciato dai nemici che il giocatore può raccogliere e rilanciare a questi.
- Vulcan Gun: un M61 Vulcan utilizzabile solamente quando la barra dei punti è carica, molto potente e dalla veloce cadenza di fuoco.

Quando vengono uccisi i nemici o distrutti determinati oggetti, potrebbero comparire dei punti bonus rappresentati da gioielli di diverso colore oppure sacchi.
Il videogioco è composto complessivamente da 6 livelli:
- Carson City: è il primo livello in cui il giocatore deve sconfiggere un gruppo di nemici nella piazza della città, guidati da un robot vestito da cowboy. La seconda parte del livello si svolge in un saloon, il sotto-boss di questa parte è un bandito che si nasconderà agli attacchi del giocatore e che uscirà solo per contrattaccare. Il boss del livello lo si affronta sul tetto di un edificio ed è un mecha che attacca il giocatore con una mitragliatrice e un mortaio.
- Desolation Canyon: dopo il primo, i livelli successivi non sono in ordine ma il giocatore può scegliere quale giocare per primo. Uno di questi è ambientato in un canyon, dove nemici nascosti in cespugli cercano di sparare al giocatore. Il boss di questa parte è un androide con due rivoltelle. Nella seconda parte del livello il protagonista si trova in un fiume che attraversa il canyon e deve sconfiggere un drone che si replica dopo ogni movimento. Il boss del livello è un veicolo blindato armato di lanciafiamme.
- Ammunition Depot: la prima parte del livello si svolge fuori da un deposito di munizioni, il cui boss è lo stesso androide del livello precedente. La seconda parte si svolge all'interno del deposito, dove ad affrontare il giocatore vi saranno nemici protetti da uno scudo impenetrabile e veicoli semoventi che attaccano tramite un mortaio. Il boss è lo stesso della seconda parte del primo livello. L'ultimo boss è un robot sferico che attacca con una mitragliatrice.
- Gold Mine: uno dei quattro livelli selezionabili è ambientato in una miniera d'oro. Nella prima parte, ambientata all'ingresso, il giocatore deve sconfiggere un robot vestito da cowboy, come quello del primo livello. La seconda parte si svolge all'interno della miniera mentre il boss finale del livello è un enorme robot corazzato dalla forma di un ragno che attacca tramite mortai oppure i suoi arti ma scoprendo il suo punto debole può essere colpito dal giocatore.
- Armored Train: il livello si svolge interamente sopra un treno corazzato assaltato da un gruppo di banditi su auto blindate, jet pack o cavalli. Il sotto-boss stavolta è una locomotiva parallela armata di mitragliatrici. Il boss finale è un cowboy su un jet pack armato di dinamite e pistola.
- Final Fight: l'ultimo livello è ambientato nel quartier generale di Kid, il capo dei banditi nemici. Nella prima parte il giocatore deve sconfiggere due robot-cowboy simili a quelli del primo livello. La seconda parte è ambientata all'interno dell'edificio, in una zona piena di lingotti d'oro. Il boss di questa parte è lo stesso della seconda parte del primo livello. Al termine di questa parte, il giocatore accede all'ufficio di Kid, dove questo è protetto da torrette mitragliatrici e scagnozzi ai suoi ordini. Ucciso Kid, il giocatore assisterà a un breve filmato e al calcolo del punteggio che avviene dopo ogni livello.

## Trama
Ambientato nel selvaggio West, Wild Guns è un videogioco di genere steampunk deducibile dalla presenza di robot e armi avanzate per l'epoca. La famiglia di Annie, la protagonista femminile, è rapita da una banda di malviventi guidati da un boss chiamato Kid (chiaro riferimento a Billy the Kid). La ragazza chiede aiuto al più abile cacciatore di taglie allora conosciuto, Clint (un riferimento a Clint Eastwood). I due si mettono alla ricerca della tana di Kid attraverso diversi luoghi caratteristici del West come canyon, deserti, depositi di munizioni, miniere. Nella modalità multigiocatore, se i giocatori scelgono lo stesso personaggio, questi saranno indicati come fratelli o sorelle a seconda della scelta.

## Remake
Wild Guns Reloaded (2017) aggiunge anche i personaggi giocabili Doris e Bullet.